# Luc Ihorst

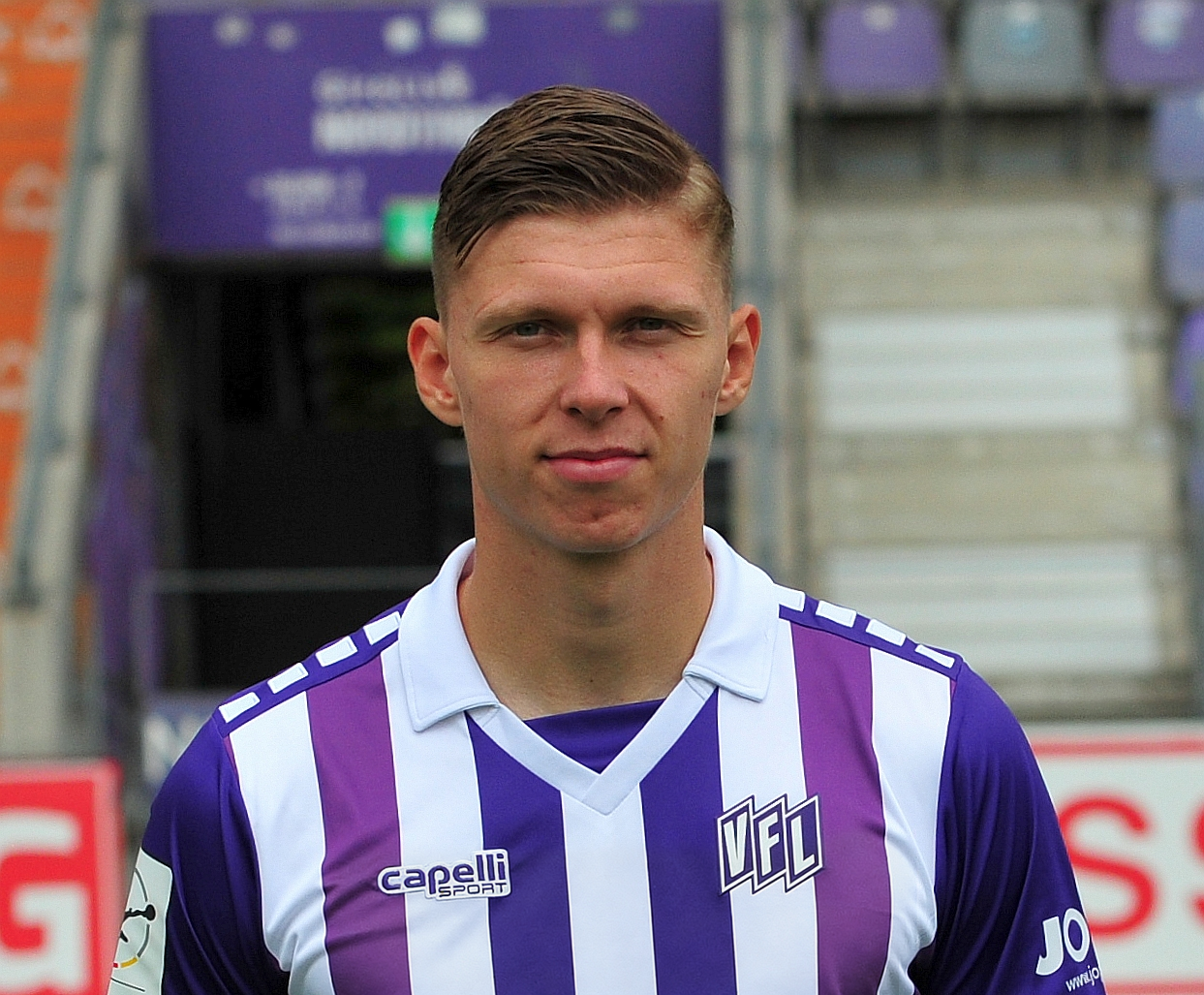
Luc Ihorst im Heimtrikot des VfL Osnabrück Saison 2025/26

Luc Ihorst (* 7. März 2000 in Damme) ist ein deutscher Fußballspieler, der beim VfL Osnabrück unter Vertrag steht.

## Karriere
Ihorst spielt seit 2012 für Werder Bremen. Zu seinem ersten Einsatz bei den U19-Junioren kam er am Ende der Saison 2016/17. In den beiden folgenden Spielzeiten bestritt er in der A-Junioren-Bundesliga 39 Spiele, in denen er 17 Tore schoss. Im November und Dezember 2017 absolvierte er drei Länderspiele in der deutschen U18-Auswahl. 
Zur Saison 2019/20 rückte er in die Regionalligamannschaft von Werder auf. Weil sich Niclas Füllkrug im Abschlusstraining vor dem Spiel am 5. Spieltag gegen RB Leipzig verletzt hatte, wurde Ihorst kurzfristig in den Kader der Bundesligamannschaft berufen. In der 80. Minute wurde er in diesem Spiel eingewechselt. Am 7. Spieltag folgte eine weitere Nominierung in den Spieltagskader, zur festen Trainingsgruppe der Profis zählte Ihorst nicht. Im weiteren Saisonverlauf gehörte er wieder dem Kader der zweiten Mannschaft an. Ihorst absolvierte 23 Regionalligaeinsätze (alle von Beginn), in denen er 6 Tore erzielte.
Zur Saison 2020/21 wechselte Ihorst für zwei Jahre auf Leihbasis in die 2. Bundesliga zum VfL Osnabrück. Dort traf er auf den Cheftrainer Marco Grote, unter dem er bereits in Werders B1- (U17) und A-Jugend (U19) spielte. Im Februar 2021 wurde Grote allerdings freigestellt und Markus Feldhoff übernahm den Trainerposten. Ihorst kam 18-mal (8-mal von Beginn) in der Liga zum Einsatz und erzielte 2 Tore. Der VfL Osnabrück stieg nach zwei Jahren wieder in die 3. Liga ab.
Nach dem Abstieg mit dem VfL Osnabrück in die 3. Liga wurde die Zwei-Jahres-Leihe von Werder Bremen vorzeitig beendet. Werder gab daraufhin bekannt, Ihorst zur Saison 2021/22 an den Zweitliga-Absteiger Eintracht Braunschweig zu verleihen. Aufgrund einiger Verletzungen konnte er unter Michael Schiele nur 19 Ligaspiele absolvieren, in denen er sechsmal in der Startelf stand. In diesen Einsätzen steuerte der Stürmer drei Tore zum direkten Wiederaufstieg in die 2. Bundesliga bei. Zur Saison 2022/23 wurde Ihorst fest verpflichtet und mit einem Vertrag bis zum 30. Juni 2024 ausgestattet. Danach verließ er den Verein und wechselte zur SpVgg Unterhaching, wo er einen Zweijahresvertrag unterschrieb. Im Sommer 2025 kehrte er zum VfL Osnabrück zurück.

## Erfolge
- Aufstieg in die 2. Bundesliga: 2022